# Spedaletto (San Casciano in Val di Pesa)
Spedaletto è un piccolo centro abitato situato nel comune di San Casciano in Val di Pesa, di cui è frazione.

## Storia
Il paese sorto probabilmente nella prima metà del XIV secolo, lungo l'antica Via Cassia il nome Spedaletto deriva dalla costruzione, ad opera dei Machiavelli, dello "Spedale di San Lorenzo a Percussina" il quale aveva lo scopo di ospitare i viandanti che si trovavano a percorrere questa via.